# 베이타르 예루살렘 FC
베이타르 예루살렘 FC(Beitar Jerusalem Football Club, 히브리어: מועדון כדורגל בית"ר ירושלים)은 이스라엘의 축구팀으로 예루살렘을 연고로 하고 있다.
이 클럽은 이스라엘의 대표적인 클럽 가운데 하나로 프랑스와 이스라엘의 기업인이자 유대계 및 러시아계 프랑스인 기업인인 알렉상드르 가이다마크의 지원으로 이스라엘에서 가장 부유한 클럽이 되었다.

## 역대 성적
- 이스라엘 슈퍼리그 (6회 우승)

1986-87, 1992-93, 1996-97, 1997-98, 2006-07, 2007-08
- 이스라엘 스테이트컵 (8회 우승)

1976, 1979, 1985, 1986, 1989, 2008, 2009, 2023
- 토토컵 (2회 우승)

1997-98, 2009-10

## 선수 명단

### 현역
참고: FIFA 자격 규정에 따라 소속된 국가대표팀 국기를 표시합니다. 선수는 복수의 FIFA 비회원국 국적을 가지고 있을 수 있습니다.
| 번호 | 포지션 | 국적 | 이름            |
| ---- | ------ | ---- | --------------- |
| 27   | FW     | 가나 | 패트릭 트우마시 |

| 번호 | 포지션 | 국적 | 이름 |
| ---- | ------ | ---- | ---- |

## 역대 감독
| 감독                | 임기      |
| ------------------- | --------- |
| 루이스 페르난데스   | 2005~2006 |
| 오스발도 아르딜레스 | 2006      |
| 란 벤 시몬          | 2016~2017 |
| 에르빈 쿠만         | 2021      |
| 요시 아부카시스     | 2022~2024 |
| 바락 이츠하키       | 2024~     |